# Beach Pro Tour 2022
Navigation
Beach Pro Tour 2023
Le Beach Pro Tour 2022 est la première édition du Volleyball World Beach Pro Tour, compétition de Beach-volley créée fin 2021 pour remplacer le FIVB Beach Volley World Tour.
Ce circuit se déroule toute l'année, de mars à décembre 2022. Des tournois sont organisés à travers le monde entier, et les meilleures équipes s'affrontent à la fin de la saison lors des finales, organisées du 26 au 29 janvier à Doha, au Qatar. Ces finales déterminent qui sont les vainqueurs de la compétition.

## Calendrier et Résultats
La saison 2022 comprends 44 tournois répartis en 3 catégories: Elite 16 (9 tournois), Challenge (10 tournois) et Future (25 tournois). La plupart de ses évènements comprennent un tournoi masculin et un tournoi féminin. Il existe quelques tournois où seul l'un des deux sexes est représenté. La saison comprend également les Championnats du monde 2022 qui se déroulent au mois de juin à Rome.
Les meilleures équipes, féminines et masculines, se qualifient pour les Finales, le dernier tournoi de la saison.
| Championnats du monde |
| Elite 16              |
| Challenge             |
| Future                |
| The Finals            |

### Circuit masculin
Le circuit de cette première édition du Beach Pro Tour est remporté par les Norvégiens Anders Mol et Christian Sørum. Après avoir dominé la saison en remportant notamment trois Elite 16 (Ostrava, Paris et Le Cap) ainsi que les Championnats du monde à Rome au mois de juin, ils remportent avec autorité les Finales à Doha et deviennent les premiers à inscrire leur nom au palmarès de cette compétition.
| Tournoi                                                                            | Vainqueurs                                       | Finalistes                                          | Troisièmes                                            |
| ---------------------------------------------------------------------------------- | ------------------------------------------------ | --------------------------------------------------- | ----------------------------------------------------- |
| Tlaxcala Challenge Tlaxcala, Mexique US$75,000 16–20 Mars 2022                     | Michał Bryl (POL) Bartosz Łosiak (POL)           | Noé Aravena (CHI) Vicente Droguett (CHI)            | Aleksandrs Samoilovs (LAT) Jānis Šmēdiņš (LAT)        |
| Rosarito Elite 16 Rosarito, Mexique US$150,000 23–27 Mars 2022                     | Cherif Younousse (QAT) Ahmed Tijan (QAT)         | Alexander Brouwer (NED) Robert Meeuwsen (NED)       | Anders Mol (NOR) Christian Sørum (NOR)                |
| Coolangatta Future Coolangatta, Australie US$5,000 30 Mars–3 Avril 2022            | Izac Carracher (AUS) Mark Nicolaidis (AUS)       | Jake MacNeil (CAN) Alexander Russell (CAN)          | Thomas Hodges (AUS) Max Guehrer (AUS)                 |
| Songkhla Future Songkhla, Thailande US$5,000 14–17 Avril 2022                      | Carlo Bonifazi (ITA) Davide Benzi (ITA)          | Miles Evans (USA) Andy Benesh (USA)                 | Thomas Reid (NZL) Ben O'Dea (NZL)                     |
| Itapema Challenge Itapema, Brésil US$75,000 14–17 Avril 2022                       | George Wanderley (BRA) André Stein (BRA)         | Ondřej Perušič (CZE) David Schweiner (CZE)          | Leon Luini (NED) Ruben Penninga (NED)                 |
| Doha Challenge Doha, Qatar US$75,000 5–8 Mai 2022                                  | Michał Bryl (POL) Bartosz Łosiak (POL)           | Paolo Nicolai (ITA) Samuele Cottafava (ITA)         | Martin Ermacora (AUT) Moritz Pristauz (AUT)           |
| Madrid Future Madrid, Espagne US$5,000 12–15 Mai 2022                              | Quentin Métral (SUI) Yves Haussener (SUI)        | Pablo Herrera (ESP) Adrián Gavira (ESP)             | Matthew Immers (NED) Mart van Werkhoven (NED)         |
| Kuşadası Challenge Kuşadası, Turquie US$75,000 19–22 Mai 2022                      | David Åhman (SWE) Jonatan Hellvig (SWE)          | Chris McHugh (AUS) Paul Burnett (AUS)               | Clemens Wickler (GER) Nils Ehlers (GER)               |
| Rhodes Future Rhodes, Grèce US$5,000 19–22 Mai 2022                                | Quentin Métral (SUI) Yves Haussener (SUI)        | Logan Webber (USA) Miles Evans (USA)                | Jyrki Nurminen (FIN) Santeri Sirén (FIN)              |
| Ostrava Elite 16 Ostrava, République Tchèque US$150,000 25–29 Mai 2022             | Anders Mol (NOR) Christian Sørum (NOR)           | Ondřej Perušič (CZE) David Schweiner (CZE)          | Alexander Brouwer (NED) Robert Meeuwsen (NED)         |
| Cervia Future Cervia, Italie US$5,000 26–29 Mai 2022                               | Fabrizio Manni (ITA) Francesco Vanni (ITA)       | Zachery Schubert (AUS) Thomas Hodges (AUS)          | Eylon Elazar (ISR) Netanel Ohana (ISR)                |
| Jūrmala Elite 16 Jūrmala, Lettonie US$150,000 1–5 Juin 2022                        | Paolo Nicolai (ITA) Samuele Cottafava (ITA)      | Cherif Younousse (QAT) Ahmed Tijan (QAT)            | André Stein (BRA) George Wanderley (BRA)              |
| Klaipėda Future Klaipėda, Lituanie US$5,000 2–5 Juin 2022                          | Julian Hörl (AUT) Alexander Horst (AUT)          | Eylon Elazar (ISR) Netanel Ohana (ISR)              | Jyrki Nurminen (FIN) Santeri Sirén (FIN)              |
| Championnats du monde de beach-volley 2022 Rome, Italie US$500,000 10–19 Juin 2022 | Anders Mol (NOR) Christian Sørum (NOR)           | Renato Carvalho (BRA) Vitor Felipe (BRA)            | André Stein (BRA) George Wanderley (BRA)              |
| Balıkesir Future Balıkesir, Turquie US$5,000 16–19 Juin 2022                       | Đorđe Klašnić (SRB) Lazar Kolarić (SRB)          | Brad Fuller (NZL) Sam O'Dea (NZL)                   | Thomas Hartles (NZL) Alani Nicklin (NZL)w/o           |
| Białystok Future Białystok, Pologne US$5,000 23–26 Juin 2022                       | Jakub Szałankiewicz (POL) Mateusz Florczyk (POL) | Sergiy Popov (UKR) Eduard Reznik (UKR)              | Robert Juchnevič (LTU) Artūr Vasiljev (LTU)           |
| Ios Future Ios, Grèce US$5,000 29 Juin–2 Juillet 2022                              | Václav Berčík (CZE) Matyas Džavoronok (CZE)      | Eylon Elazar (ISR) Netanel Ohana (ISR)              | Issa Batrane (ENG) Frederick Bialokoz (ENG)           |
| Giardini Naxos Future Giardini Naxos, Italie US$5,000 30 Juin–3 Juillet 2022       | Brad Fuller (NZL) Sam O'Dea (NZL)                | Davide Benzi (ITA) Carlo Bonifazi (ITA)             | Jakob Windisch (ITA) Gianluca Dal Corso (ITA)         |
| Gstaad Elite 16 Gstaad, Suisse US$150,000 6–10 Juillet 2022                        | Marco Grimalt (CHI) Esteban Grimalt (CHI)        | Ondřej Perušič (CZE) David Schweiner (CZE)          | Christiaan Varenhorst (NED) Steven van de Velde (NED) |
| Lecce Future Lecce, Italie US$5,000 7–10 Juillet 2022                              | Jakob Windisch (ITA) Gianluca Dal Corso (ITA)    | Sergiy Popov (UKR) Eduard Reznik (UKR)              | Jacob Brinck (DEN) Kristoffer Abell (DEN)             |
| Espinho Challenge Espinho, Portugal US$75,000 14–17 Juillet 2022                   | Michał Bryl (POL) Bartosz Łosiak (POL)           | Martin Ermacora (AUT) Moritz Pristauz (AUT)         | Aleksandrs Samoilovs (LAT) Jānis Šmēdiņš (LAT)        |
| Cirò Marina Future Cirò Marina, Italie US$5,000 14–17 Juillet 2022                 | Bautista Amieva (ARG) Leo Aveiro (ARG)           | Davide Benzi (ITA) Carlo Bonifazi (ITA)             | Issa Batrane (ENG) Frederick Bialokoz (ENG)           |
| Agadir Challenge Agadir, Maroc US$75,000 21–24 Juillet 2022                        | Matthew Immers (NED) Stefan Boermans (NED)       | Mathias Berntsen (NOR) Hendrik Mol (NOR)            | Marco Krattiger (SUI) Florian Breer (SUI)             |
| Leuven Future Louvain, Belgique US$5,000 21–24 Juillet 2022                        | Bautista Amieva (ARG) Leo Aveiro (ARG)           | Philipp Huster (GER) Benedikt Sagstetter (GER)      | Vladyslav Iemelianchyk (UKR) Denys Denysenko (UKR)    |
| Warsaw Future Varsovie, Pologne US$5,000 21–24 Juillet 2022                        | Michał Kądzioła (POL) Marcin Ociepski (POL)      | Piotr Janiak (POL) Jędrzej Brożyniak (POL)          | Miłosz Kruk (POL) Mikołaj Miszczuk (POL)              |
| Ljubljana Future Ljubljana, Slovénie US$5,000 28–31 Juillet 2022                   | Bautista Amieva (ARG) Leo Aveiro (ARG)           | Louis Vandecaveye (BEL) Gilles Vandecaveye (BEL)    | Zachery Schubert (AUS) Thomas Hodges (AUS)            |
| Mysłowice Future Mysłowice, Pologne US$5,000 28–31 Juillet 2022                    | Patrikas Stankevičius (LTU) Audrius Knašas (LTU) | Jakub Szałankiewicz (POL) Mateusz Florczyk (POL)    | Jakub Zdybek (POL) Paweł Lewandowski (POL)            |
| Hamburg Elite 16 Hambourg, Allemagne US$150,000 10–14 Aout 2022                    | Michał Bryl (POL) Bartosz Łosiak (POL)           | Alexander Brouwer (NED) Robert Meeuwsen (NED)       | Nils Ehlers (GER) Clemens Wickler (GER)               |
| Budapest Future Budapest, Hongrie US$5,000 11–14 Aout 2022                         | Patrikas Stankevičius (LTU) Audrius Knašas (LTU) | Denys Denysenko (UKR) Vladyslav Iemelianchyk (UKR)  | Piotr Janiak (POL) Jędrzej Brożyniak (POL)            |
| Cortegaça Future Cortegaça, Portugal US$5,000 11–14 Aout 2022                      | Calvin Ayé (FRA) Quincy Ayé (FRA)                | João Pedrosa (POR) Hugo Campos (POR)                | Javier Bello (ENG) Joaquin Bello (ENG)                |
| Baden Future Baden, Autriche US$5,000 24–28 Aout 2022                              | Julian Hörl (AUT) Alexander Horst (AUT)          | Robin Seidl (AUT) Philipp Waller (AUT)              | Paul Pascariuc (AUT) Laurenz Leitner (AUT)            |
| Warsaw Future Varsovie, Pologne US$5,000 1–4 Septembre 2022                        | Markus Mol (NOR) Jo Sunde (NOR)                  | Robert Juchnevič (LTU) Artūr Vasiljev (LTU)         | Michał Korycki (POL) Michał Kądzioła (POL)            |
| Paris Elite 16 Paris, France US$150,000 28 Septembre–2 Octobre 2022                | Anders Mol (NOR) Christian Sørum (NOR)           | Alexander Brouwer (NED) Robert Meeuwsen (NED)       | Paolo Nicolai (ITA) Samuele Cottafava (ITA)           |
| Maldives Challenge Nalaguraidhoo, Maldives US$75,000 13–16 Octobre 2022            | Cherif Younousse (QAT) Ahmed Tijan (QAT)         | Troy Field (USA) Chase Budinger (USA)               | David Åhman (SWE) Jonatan Hellvig (SWE)               |
| Dubai Challenge 1 Dubai, Emirats Arabes Unis US$75,000 22–25 Octobre 2022          | Andrew Benesh (USA) Miles Partain (USA)          | Sergiy Popov (UKR) Eduard Reznik (UKR)              | Pedro Solberg (BRA) Arthur Lanci (BRA)                |
| Dubai Challenge 2 Dubai, Emirats Arabes Unis US$75,000 27–30 Octobre 2022          | David Åhman (SWE) Jonatan Hellvig (SWE)          | Tomás Capogrosso (ARG) Nicolás Capogrosso (ARG)     | Taylor Crabb (USA) Paul Lotman (USA)                  |
| Sohar Future Sohar, Oman US$5,000 1–4 Novembre 2022                                | Ha Likejiang (CHN) Wu Jiaxin (CHN)               | Mazin Al-Hashmi (OMA) Hood Al Jalaboubi (OMA)       | Edgars Točs (LAT) Kristians Fokerots (LAT)            |
| Cape Town Elite 16 Le Cap, Afrique du Sud US$150,000 3–6 Novembre 2022             | Anders Mol (NOR) Christian Sørum (NOR)           | David Åhman (SWE) Jonatan Hellvig (SWE)             | Cherif Younousse (QAT) Ahmed Tijan (QAT)              |
| Uberlândia Elite 16 Uberlândia, Brésil US$150,000 9–13 Novembre 2022               | George Wanderley (BRA) André Stein (BRA)         | Pedro Solberg (BRA) Arthur Lanci (BRA)              | Anders Mol (NOR) Christian Sørum (NOR)                |
| Torquay Challenge Torquay, Australie US$75,000 23–27 Novembre 2022                 | Daniele Lupo (ITA) Enrico Rossi (ITA)            | Adrian Carambula (ITA) Alex Ranghieri (ITA)         | Chris McHugh (AUS) Paul Burnett (AUS)                 |
| Torquay Elite 16 Torquay, Australie US$150,000 29 Novembre–3 Décembre 2022         | Youssef Krou (FRA) Arnaud Gauthier-Rat (FRA)     | Thomas Hodges (AUS) Zachery Schubert (AUS)          | Adrian Carambula (ITA) Alex Ranghieri (ITA)           |
| Subic Bay Future Olongapo, Philippines US$5,000 9–11 Décembre 2022                 | Pithak Tipjan (THA) Poravid Taovato (THA)        | Dunwinit Kaewsai (THA) Intuch Techakijvorakul (THA) | Mārtiņš Pļaviņš (LAT) Mihails Samoilovs (LAT)         |
| The Hague Future La Haye, Pays-Bas US$5,000 27–30 Décembre 2022                    | Timo Hammarberg (AUT) Laurenc Grössig (AUT)      | Samuel Cattet (FRA) Olivier Barthélémy (FRA)        | Erik Nijland (NED) Matthew Immers (NED)               |
| The Finals Doha, Qatar US$800,000 26–29 January 2023                               | Anders Mol (NOR) Christian Sørum (NOR)           | Michał Bryl (POL) Bartosz Łosiak (POL)              | Paolo Nicolai (ITA) Samuele Cottafava (ITA)           |

### Circuit féminin
Sara Hughes et Kelly Cheng remportent cette édition 2022. Réunies depuis seulement le milieu de l'automne, les américaines remportent coup sur coup les tournois Challenge et Elite 16 de Torquay en Australie, ce qui leur vaut d'être invitées comme wild card aux Finales de Doha. Elles déjouent les pronostics en atteignant la finale et en battant les championnes du monde Duda et Ana Patricia.
| Tournoi                                                                            | Vainqueures                                            | Finalistes                                             | Troisièmes                                                                  |
| ---------------------------------------------------------------------------------- | ------------------------------------------------------ | ------------------------------------------------------ | --------------------------------------------------------------------------- |
| Tlaxcala Challenge Tlaxcala, Mexique US$75,000 16–20 Mars 2022                     | Bárbara Seixas (BRA) Carolina Solberg Salgado (BRA)    | Katja Stam (NED) Raïsa Schoon (NED)                    | Elize Maia (BRA) Thamela Galil (BRA)                                        |
| Rosarito Elite 16 Rosarito, Mexique US$150,000 23–27 Mars 2022                     | Katja Stam (NED) Raïsa Schoon (NED)                    | Anastasija Kravčenoka (LAT) Tīna Graudiņa (LAT)        | Talita Antunes (BRA) Rebecca Cavalcante (BRA)                               |
| Coolangatta Future Coolangatta, Australie US$5,000 30 Mars–3 Avril 2022            | Taryn Kloth (USA) Kristen Nuss (USA)                   | Nicole Laird (AUS) Phoebe Bell (AUS)                   | Toni Rodriguez (USA) Susannah Muno (USA)                                    |
| Songkhla Future Songkhla, Thailande US$5,000 14–17 Avril 2022                      | Varapatsorn Radarong (THA) Tanarattha Udomchavee (THA) | Ren Matsumoto (JPN) Non Matsumoto (JPN)                | Amanda Harnett (CAN) Alina Dormann (CAN)                                    |
| Itapema Challenge Itapema, Brésil US$75,000 14–17 Avril 2022                       | Kelley Kolinske (USA) Sara Hughes (USA)                | Katja Stam (NED) Raïsa Schoon (NED)                    | Andressa Cavalcanti (BRA) Vitoria de Souza (BRA)                            |
| Doha Challenge Doha, Qatar US$75,000 5–8 Mai 2022                                  | Bárbara Seixas (BRA) Carolina Solberg Salgado (BRA)    | Chantal Laboureur (GER) Sarah Schulz (GER)             | Tanja Hüberli (SUI) Nina Brunner (SUI)                                      |
| Madrid Future Madrid, Espagne US$5,000 19–22 Mai 2022                              | Paula Soria (ESP) Sofía González (ESP)                 | Marta Menegatti (ITA) Valentina Gottardi (ITA)         | Viktoria Orsi Toth (ITA) Reka Orsi Toth (ITA)                               |
| Kuşadası Challenge Kuşadası, Turquie US$75,000 19–22 Mai 2022                      | Taryn Kloth (USA) Kristen Nuss (USA)                   | Taliqua Clancy (AUS) Mariafe Artacho del Solar (AUS)   | Terese Cannon (USA) Sarah Sponcil (USA)                                     |
| Ostrava Elite 16 Ostrava, République Tchèque US$150,000 25–29 Mai 2022             | Svenja Müller (GER) Cinja Tillmann (GER)               | Talita Antunes (BRA) Rebecca Cavalcante (BRA)          | Tanja Hüberli (SUI) Nina Brunner (SUI)                                      |
| Cervia Future Cervia, Italie US$5,000 26–29 Mai 2022                               | Mexime van Driel (NED) Emma Piersma (NED)              | Menia Bentele (SUI) Anna Lutz (SUI)                    | Viktoria Orsi Toth (ITA) Reka Orsi Toth (ITA)                               |
| Jūrmala Elite 16 Jūrmala, Lettonie US$150,000 1–5 Juin 2022                        | Sarah Pavan (CAN) Melissa Humana-Paredes (CAN)         | Bárbara Seixas (BRA) Carolina Solberg Salgado (BRA)    | Eduarda Santos Lisboa (BRA) Ana Patrícia Ramos (BRA)                        |
| Klaipėda Future Klaipėda, Lituanie US$5,000 2–5 Juin 2022                          | Monika Paulikienė (LTU) Erika Kliokmanaitė (LTU)       | Tjaša Kotnik (SVN) Tajda Lovšin (SVN)                  | Jessica Gaffney (USA) Molly Turner (USA)                                    |
| Championnats du monde de beach-volley 2022 Rome, Italie US$500,000 10–19 Juin 2022 | Eduarda Santos Lisboa (BRA) Ana Patrícia Ramos (BRA)   | Sophie Bukovec (CAN) Brandie Wilkerson (CAN)           | Svenja Müller (GER) Cinja Tillmann (GER)                                    |
| Balıkesir Future Balıkesir, Turquie US$5,000 16–19 Juin 2022                       | Savannah Simo (USA) Megan Kraft (USA)                  | Brook Bauer (USA) Katie Horton (USA)                   | Daniela Álvarez (ESP) Tania Moreno (ESP)                                    |
| Białystok Future Białystok, Pologne US$5,000 23–26 Juin 2022                       | Megan Kraft (USA) Emily Stockman (USA)                 | Anhelina Khmil (UKR) Tetiana Lazarenko (UKR)           | Jagoda Gruszczyńska (POL) Aleksandra Wachowicz (POL)                        |
| Ios Future Ios, Grèce US$5,000 29 Juin–2 Juillet 2022                              | Dorina Klinger (AUT) Ronja Klinger (AUT)               | Tjaša Kotnik (SVN) Tajda Lovšin (SVN)                  | Ieva Dumbauskaitė (LTU) Gerda Grudzinskaitė (LTU)                           |
| Giardini Naxos Future Giardini Naxos, Italie US$5,000 30 Juin–3 Juillet 2022       | Margherita Bianchin (ITA) Claudia Scampoli (ITA)       | Sarah Cools (BEL) Lisa van den Vonder (BEL)            | Valentina Cali (ITA) Margherita Tega (ITA)                                  |
| Gstaad Elite 16 Gstaad, Suisse US$150,000 6–10 Juillet 2022                        | Eduarda Santos Lisboa (BRA) Ana Patrícia Ramos (BRA)   | Bárbara Seixas (BRA) Carolina Solberg Salgado (BRA)    | Taliqua Clancy (AUS) Mariafe Artacho del Solar (AUS)                        |
| Lecce Future Lecce, Italie US$5,000 7–10 Juillet 2022                              | Miller Pata (VAN) Sherysyn Toko (VAN)                  | Marta Menegatti (ITA) Valentina Gottardi (ITA)         | Cecilia Peralta (ARG) Maia Najul (ARG)                                      |
| Espinho Challenge Espinho, Portugal US$75,000 14–17 Juillet 2022                   | Taliqua Clancy (AUS) Mariafe Artacho del Solar (AUS)   | Corinne Quiggle (USA) Sarah Schermerhorn (USA)         | Andressa Cavalcanti (BRA) Vitoria de Souza (BRA)                            |
| Cirò Marina Future Cirò Marina, Italie US$5,000 14–17 Juillet 2022                 | Madelyne Anderson (USA) Molly Turner (USA)             | Heleene Hollas (EST) Liisa Soomets (EST)               | Valentina Cali (ITA) Margherita Tega (ITA)                                  |
| Daegu Future Daegu, Corée du Sud US$5,000 15–17 Juillet 2022                       | Dong Jie (CHN) Yuan Lvwen (CHN)                        | Kana Motomura (JPN) Harumi Sakai (JPN)                 | Rumpaipruet Numwong (THA) Charanrutwadee Patcharamainaruebhorn (THA)        |
| Agadir Challenge Agadir, Maroc US$75,000 21–24 Juillet 2022                        | Emma Piersma (NED) Mexime van Driel (NED)              | Barbora Hermannová (CZE) Marie-Sára Štochlová (CZE)    | Marta Menegatti (ITA) Valentina Gottardi (ITA)                              |
| Leuven Future Louvain, Belgique US$5,000 21–24 Juillet 2022                        | Xia Xinyi (CHN) Lin Meimei (CHN)                       | Valentyna Davidova (UKR) Diana Lunina (UKR)            | Yuan Lvwen (CHN) Dong Jie (CHN)                                             |
| Warsaw Future Varsovie, Pologne US$5,000 21–24 Juillet 2022                        | Anhelina Khmil (UKR) Tetiana Lazarenko (UKR)           | Katarzyna Kociołek (POL) Marta Łodej (POL)             | Brecht Piersma (NED) Wies Bekhuis (NED)                                     |
| Ljubljana Future Ljubljana, Slovénie US$5,000 28–31 Juillet 2022                   | Zhu Lingdi (CHN) Wang Fan (CHN)                        | Tjaša Kotnik (SVN) Maja Marolt (SVN)                   | Xia Xinyi (CHN) Lin Meimei (CHN)                                            |
| Mysłowice Future Mysłowice, Pologne US$5,000 28–31 Juillet 2022                    | Valentyna Davidova (UKR) Diana Lunina (UKR)            | Katarzyna Kociołek (POL) Marta Łodej (POL)             | Brecht Piersma (NED) Wies Bekhuis (NED)                                     |
| Hamburg Elite 16 Hambourg, Allemagne US$150,000 10–14 Aout 2022                    | Kelly Cheng (USA) Betsi Flint (USA)                    | Nina Brunner (SUI) Tanja Hüberli (SUI)                 | Karla Borger (GER) Julia Sude (GER)                                         |
| Budapest Future Budapest, Hongrie US$5,000 11–14 Aout 2022                         | Zeng Jinjin (CHN) Wang Xinxin (CHN)                    | Xia Xinyi (CHN) Lin Meimei (CHN)                       | Franziska Friedl (AUT) Katharina Holzer (AUT)                               |
| Cortegaça Future Cortegaça, Portugal US$5,000 11–14 Aout 2022                      | Dong Jie (CHN) Yuan Lvwen (CHN)                        | Nele Schmitt (GER) Melanie Paul (GER)                  | Miroslava Dunárová (CZE) Daniela Resová (CZE)                               |
| Baden Future Baden, Autriche US$5,000 24–28 Aout 2022                              | Iryna Makhno (UKR) Inna Makhno (UKR)                   | Zeng Jinjin (CHN) Wang Xinxin (CHN)                    | Anna-Lena Grüne (GER) Chenoa Christ (GER)                                   |
| Paris Elite 16 Paris, France US$150,000 28 Septembre–2 Octobre 2022                | Katja Stam (NED) Raïsa Schoon (NED)                    | Anastasija Samoilova (LAT) Tīna Graudiņa (LAT)         | Eduarda Santos Lisboa (BRA) Ana Patrícia Ramos (BRA)                        |
| Maldives Challenge Nalaguraidhoo, Maldives US$75,000 13–16 Octobre 2022            | Taru Lahti-Liukkonen (FIN) Niina Ahtiainen (FIN)       | Katharina Schützenhöfer (AUT) Lena Plesiutschnig (AUT) | Anniina Parkkinen (FIN) Sara Sinisalo (FIN)                                 |
| Dubai Challenge 1 Dubai, Emirats Arabes Unis US$75,000 22–25 Octobre 2022          | Barbora Hermannová (CZE) Marie-Sára Štochlová (CZE)    | Xia Xinyi (CHN) Lin Meimei (CHN)                       | Katie Horton (USA) Julia Scoles (USA)                                       |
| Dubai Challenge 2 Dubai, Emirats Arabes Unis US$75,000 27–30 Octobre 2022          | Isabel Schneider (GER) Julia Sude (GER)                | Molly Turner (USA) Madelyne Anderson (USA)             | Taravadee Naraphornrapat (THA) Worapeerachayakorn Kongphopsarutawadee (THA) |
| Cape Town Elite 16 Le Cap, Afrique du Sud US$150,000 3–6 Novembre 2022             | Talita Antunes (BRA) Thamela Galil (BRA)               | Terese Cannon (USA) Sarah Sponcil (USA)                | Eduarda Santos Lisboa (BRA) Ana Patrícia Ramos (BRA)                        |
| Uberlândia Elite 16 Uberlândia, Brésil US$150,000 9–13 Novembre 2022               | Eduarda Santos Lisboa (BRA) Ana Patrícia Ramos (BRA)   | Andressa Cavalcanti (BRA) Vitoria de Souza (BRA)       | Carolina Solberg Salgado (BRA) Bárbara Seixas (BRA)                         |
| Torquay Challenge Torquay, Australie US$75,000 23–27 Novembre 2022                 | Sara Hughes (USA) Kelly Cheng (USA)                    | Yuan Lvwen (CHN) Dong Jie (CHN)                        | Xia Xinyi (CHN) Lin Meimei (CHN)                                            |
| Torquay Elite 16 Torquay, Australie US$150,000 29 Novembre–3 Décembre 2022         | Sara Hughes (USA) Kelly Cheng (USA)                    | Betsi Flint (USA) Julia Scoles (USA)                   | Taliqua Clancy (AUS) Mariafe Artacho del Solar (AUS)                        |
| Subic Bay Future Olongapo, Philippines US$5,000 9–11 Décembre 2022                 | Cherry Rondina (PHI) Jovelyn Gonzaga (PHI)             | Floremel Rodriguez (PHI) Genesa Eslapor (PHI)          | Miyu Sakamoto (JPN) Mayu Sawame (JPN)                                       |
| The Hague Future La Haye, Pays-Bas US$5,000 27–30 Décembre 2022                    | Brecht Piersma (NED) Emi van Driel (NED)               | Chenoa Christ (GER) Kim van de Velde (GER)             | Monika Paulikienė (LTU) Ainė Raupelytė (LTU)                                |
| The Finals Doha, Qatar US$800,000 26–29 January 2023                               | Sara Hughes (USA) Kelly Cheng (USA)                    | Eduarda Santos Lisboa (BRA) Ana Patrícia Ramos (BRA)   | Katja Stam (NED) Raïsa Schoon (NED)                                         |